# Thanasis Vagias
Thanasis Vagias, (in greco Θανάσης Βάγιας), (Lekël, 1765 – Argirocastro, 1834), è stato un politico e militare greco attivo durante la guerra d'indipendenza greca. Inizialmente noto come consigliere del condottiero albanese Alì Pascià di Tepeleni, venne da diversi storici greci bollato quale traditore della causa nazionale. Ciò non impedì però a Giovanni Capodistria di servirsene quale funzionario nel neonato stato greco.